# 加賀元
加賀 元（かが げん、1972年8月19日 - ）は、岩手県北上市出身の元プロ野球選手（投手）。右投右打。

## 経歴
北上市立飯豊小学校、北上市立飯豊中学校を経て盛岡工業高校に進学。父親の影響で幼少期から野球ボールを握っており、小学校5年生のころから投手としてプレーしていたとする資料がある一方、小学2年生で野球を始めた時点では中堅手だったが、中学時代に投手に転向したとする資料もある。高校時代は2年生だった1989年秋に県大会準優勝を果たし、東北大会でも2試合連続完投で準決勝へ進出したが敗退。3年生だった1990年夏の岩手県大会予選では1回戦で敗退した。
1990年12月3日、中日ドラゴンズにドラフト外入団することで合意し、仮契約を締結した。契約金は1500万円、1年目となる1991年シーズンの年俸は360万円（いずれも推定金額）で、背番号は60。
1991年4月11日、加賀は近藤真一、中嶋治彦、辻本弘樹、富永章敬、小池貴志、金子歩とともに支配下選手登録を外されて「準支配下選手」として公示された。同年は一軍（セントラル・リーグ）公式戦では登板機会がなく、二軍（ウエスタン・リーグ）で9試合に登板、うち8試合で先発登板し、投球回41イニング、3勝2敗0セーブ、防御率3.51の成績を残した。
1992年シーズンの年俸は420万円。一軍登板機会がないまま、同年11月27日付で任意引退選手として公示され、同年限りで現役を引退した。
引退後の1993年から2001年まで中日の打撃投手を務めた。

## 選手としての特徴・人物
プロ入り当初は最高球速140 km/hの速球が武器で、制球力も良いと評されていた。左投手の今中慎二を右投げにしたようなタイプの本格派投手であるとする評価や、遠藤一彦に似た投球フォームであるとする評価がある。また投球は荒削りながら、「逃げ」の投球にならない点を評価されていた。担当スカウトの三宅宅三は、かつて欠端光則や高沢秀昭ら無名の選手を発掘したことで定評があり、加賀については「フォームに“ため”ができれば、もっと速くなる」と評しており、加賀本人も遠藤のような本格派投手を目標としていた。
高校時代から冬場に10 kmのランニングを欠かさず行っていた。
家族構成は両親と6歳年上の姉。父親は大館鳳鳴高校時代に石戸四六（元国鉄スワローズ）とともにプレーしたことがあるため、息子である元に幼いころから野球ボールを握らせていた。

## 年度別投手成績
- 一軍公式戦出場なし

## 詳細情報

### 背番号
- 60（1991年 - 1992年）
- 124（1996年 - 2000年）[21]